# Homo ludens
Der Homo ludens [ˈhɔmoː ˈluːdeːns] (lateinisch homō lūdēns, deutsch „der spielende Mensch“) ist ein anthropologisches Erklärungsmodell, das den Menschen als spielendes Wesen begreift. Nach dieser Auffassung entwickelt der Mensch seine kulturellen Fähigkeiten primär durch das Spiel. Im spielerischen Handeln entdeckt er seine individuellen Eigenschaften, verarbeitet Erfahrungen und entfaltet seine Persönlichkeit. Dabei ermöglicht das Spiel sowohl das Erfahren als auch das Überschreiten äußerer Zwänge.
Schon im frühkindlichen Alter dient fantasievolles Spielen der Darstellung und Verarbeitung inneren Erlebens. Auch Märchen sind eine Form gedanklichen Spiels, in denen der Mensch seine Alltagserfahrungen um eine imaginative Sinnstiftung ergänzt. In der anthropologischen Betrachtung wird der Homo ludens oft als Gegenbild zum Homo faber gesehen, der den Menschen primär als schaffendes und werkzeugnutzendes Wesen beschreibt.

## Begriffsherkunft

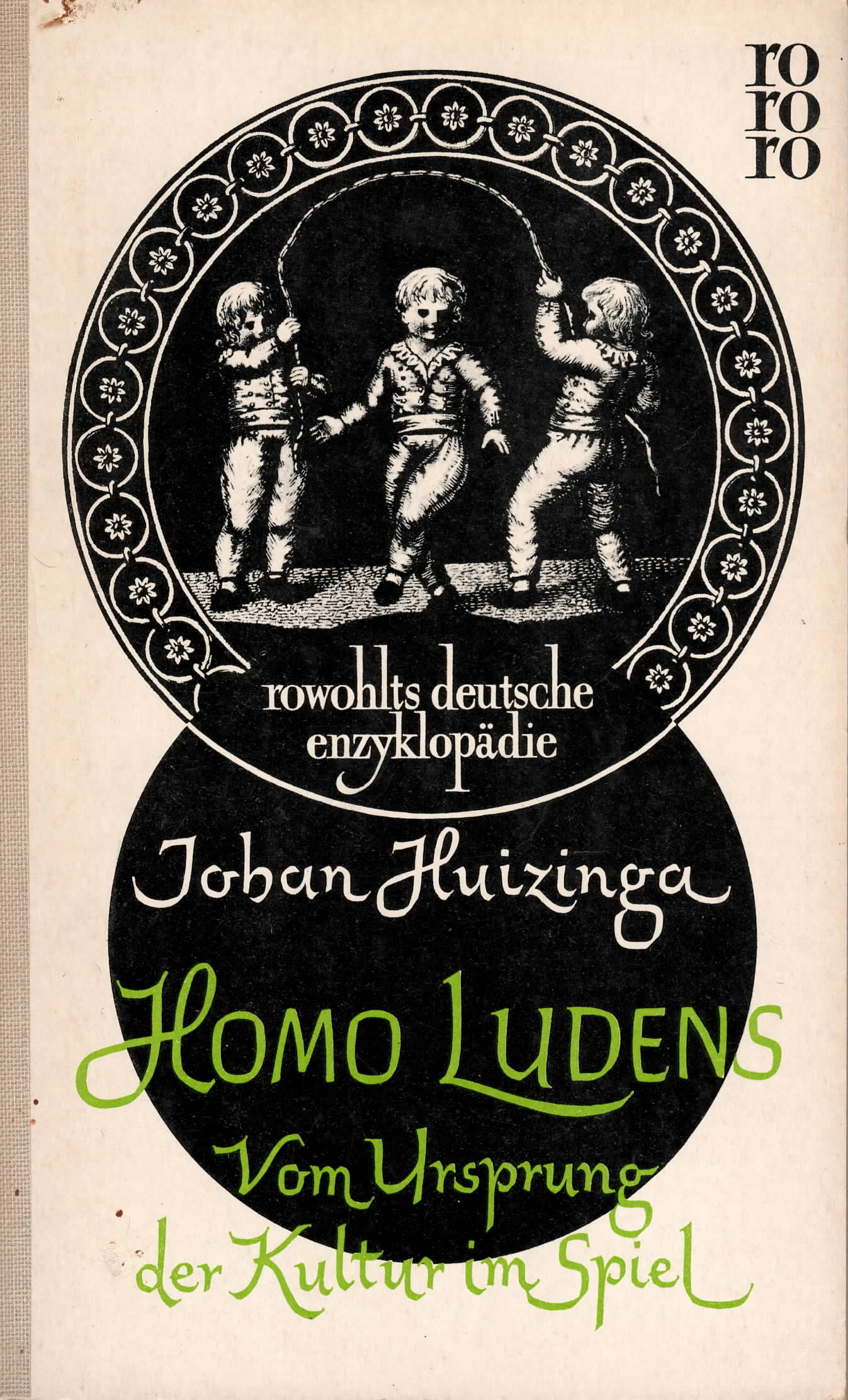
Johan Huizinga: Homo ludens, erschienen als Band 21 in rowohlts deutsche enzyklopädie

Der Begriff Homo ludens, zur Kennzeichnung des Spiels als Grundkategorie menschlichen Verhaltens gewählt, ist in der ersten Hälfte des zwanzigsten Jahrhunderts vor allem durch das gleichnamige Buch von Johan Huizinga (1938/39) bekannt geworden. Er hebt darin die Funktion des Spiels als kulturbildenden Faktor hervor und zeigt auf, dass sich unsere kulturellen Systeme wie Politik, Wissenschaft, Religion, Recht usw. ursprünglich aus spielerischen Verhaltensweisen entwickelt (Selbstorganisation) und über Ritualisierungen im Laufe der Zeit institutionell verfestigt haben. Aus Spiel werde „heiliger Ernst“, und wenn sich die Regeln erst richtig „eingespielt“ hätten, seien sie nicht mehr ohne weiteres zu ändern und begännen ihrerseits Zwangscharakter anzunehmen.
Huizinga wählte mit seiner Bezeichnung einen Kontrastbegriff zu der in der philosophischen Anthropologie seit 1928 von Max Scheler verwendeten Typisierung des Homo faber (Anthropologie), die Max Frisch 1957 als Titel für seinen gleichnamigen Erfolgsroman Homo faber übernahm. Im Gegensatz zum „Spielenden Menschen“ kennzeichnete diese den „arbeitenden, handwerklich tätigen Menschen“. Die eher wirtschaftliche Orientierung menschlichen Handelns betont dagegen der Begriff des Homo oeconomicus, der erstmals in der lateinischen Form 1906 von Vilfredo Pareto benutzt worden ist.

## Homo ludens und Homo faber
Für die Spielwissenschaftler Siegbert A. Warwitz und Anita Rudolf betonen die Begriffe Homo ludens und Homo faber zwei unterschiedliche Dimensionen der Weltaneignung. Kinder wie Erwachsene finden über die Zufälle und Möglichkeiten des selbstgenügsamen, zweckfreien und phantasievollen Spiels zu einem Verständnis ihrer Identität. Der Pädagoge Johannes Merkel begreift insbesondere auch das frühkindliche Spielen als eine „Sprache der inneren Welt“ – ähnlich wie Erzählen, Phantasieren und Träumen: Im Spielen verarbeiten Kinder wie Erwachsene die Erfahrung, dass individuelle psychische Innenwelt und soziale Außenwelt auseinanderklaffen.
Der Begriff des Homo faber unterstreicht dagegen die kulturelle Praxis, ein zweckgerichtetes, systematisch aufgebautes Spiel für das Lernen und für Erfahrungsgewinn zu nutzen. Dazu dienen dem Homo faber die Lernspiele (siehe dazu auch Spielwissenschaft, Kinderspiel).

## Weitere Vertreter des Konzepts
Friedrich Schiller hob in seinen Briefen Über die ästhetische Erziehung des Menschen die Bedeutung des Spielens hervor und sprach sich gegen die Spezialisierung und Mechanisierung der Lebensabläufe aus. Nach Schiller ist das Spiel eine menschliche Leistung, die allein in der Lage ist, die Ganzheitlichkeit der menschlichen Fähigkeiten hervorzubringen. Schiller prägte auch die berühmt gewordene Sentenz: „Der Mensch spielt nur, wo er in voller Bedeutung des Worts Mensch ist, und er ist nur da ganz Mensch, wo er spielt.“
Eine der schillerschen ähnliche Kritik an der Reduzierung der Lebensweise übte auch Herbert Marcuse. In seinem 1967 erschienenen Werk Der eindimensionale Mensch, in dem er die mit der Vorherrschaft der „instrumentellen Vernunft“ in den Industriegesellschaften einhergehende Beschränkung der Lebensweise und Kultur kritisierte, die keinen Platz mehr für Ganzheit, Persönlichkeitsentfaltung und autonome Selbstwerdung lasse. Ähnlich wie Friedrich Schiller hält Herbert Marcuse daher eine Rückbesinnung auf das Ästhetische und Spielerische für erstrebenswert, um entgegen den allgegenwärtigen Zwängen einen Freiraum für eine menschliche Betätigung nach selbst gewählten Regeln und um ihrer selbst willen zu schaffen. Die Überlegungen von Marcuse gehen auf dessen früheres Werk Eros and Civilisation (deutsch Triebstruktur und Gesellschaft) aus dem Jahr 1955 zurück. Er entwickelt darin den Spielbegriff ausgehend von Kants Kritik der Urteilskraft, Schiller (und im Rahmen seiner Auseinandersetzung mit Freuds Psychoanalyse) im Kapitel „Die ästhetische Dimension“. Entsprechend heißt es darin: „Da nur die Triebe jene überdauernde Kraft besitzen, die das menschliche Dasein in seinen Grundlagen berührt, muß die Versöhnung der beiden Triebe [sinnlicher Trieb und Formtrieb] das Werk eines dritten Impulses sein. Schiller definiert diesen dritten, vermittelnden Trieb als den Spieltrieb, dessen Gegenstand die Schönheit, dessen Endziel die Freiheit ist.“ Dies interpretiert Marcuse politisch. Es gehe um das „Spiel des Lebens selbst, jenseits von Bedürfnis und äußerem Zwang – die Manifestation eines Daseins ohne Furcht und Angst, und somit die Manifestation der Freiheit.“ Marcuse fasst diese politische Dimension wie folgt zusammen, wenn er schreibt: „Die Umformung von Arbeit (Mühe) in Spiel und von repressiver Produktivität in ‚Schein‘ – eine Umformung, der die Überwindung des Mangels (der Lebensnot) als determinierender Faktor der Kultur und Zivilisation vorangehen müßte.“
Künstler wie Asger Jorn (1914–1973) und die Situationistische Internationale entwickelten Huizingas Überlegungen im Rahmen ihrer revolutionären Theoriebildung weiter. So unterschieden sie "alle rückläufigen Formen des Spiels, die die Rückkehr zu einer infantilen, immer mit einer reaktionären Politik verbundenen Entwicklungsstufe darstellen" von ihrem Projekt "einer Konstruktion von Situationen", die zugleich Spiel und Ernst der revolutionären Avantgarde sein soll", die zudem "die erste Skizze einer Gesellschaft darstellt, "in der freies Experimentalverhalten vorherrscht".

## Potenzial des Spiels
Zusammenfassend lässt sich festhalten, dass das Spiel eine grundlegende menschliche Aktivität ist, die Kreativität fördert und – insbesondere Wettkampf – Energie  und Durchsetzungskraft freisetzt. Es besitzt das Potenzial, verfestigte Strukturen aufzubrechen und Innovation hervorzubringen. Daher sind spielerische Elemente fester Bestandteil vieler Kreativitätstechniken und moderner Managementschulungen, die darauf abzielen, neuartige und innovative Lösungen zu entwickeln.
In der Medientheorie spricht man von einer ludischen Wende, die durch die wachsende Bedeutung digitaler Spiele geprägt ist. Auch das Konzept des ludischen Innovationsverhaltens betont die Rolle des Spiels als Katalysator für Veränderung. Spielen ermöglicht es, bestehende Strukturen flexibel zu hinterfragen und neue Lösungswege für scheinbar unlösbare Probleme zu finden.
Nach Huizinga dient das Spiel zudem der Affektregulation, womit er in der Tradition der aristotelischen Katharsis-Lehre steht. Umstritten bleibt, ob der Sport aus dem ursprünglichen Spielverhalten des Menschen hervorgegangen ist oder ob er als eigenständige, moderne Entwicklung zu betrachten ist, die sich nicht direkt aus alten Spielen ableitet.